# هانس كابيلين
هانس كابيلين (بالنرويجية البوكمول: Hans Cappelen)‏ هو محامي وشخصية أعمال نرويجي، ولد في 18 ديسمبر 1903 في كفيتسايد في النرويج، وتوفي في 21 أكتوبر 1979.